# Menelaos Itha
Menelai portus (auch Menelaita, Altgriechisch: Μενέλαος) war eine antike Hafenstadt. Sie lag in der Landschaft Marmarica an der Küste von Libyen im heutigen Munizip Darna. Die Stadt wurde einem griechischen Mythos nach, einer Lesart der Ägypten-Version des Helena-Mythos, durch Menelaos an der Küste von Kyrenaika gegründet (Herodot IV 169), da Menelaos dort auf seiner Flucht aus Ägypten gelandet sein soll (Herodot II 119, 12). Später soll dort Konig Agesilaos II. gestorben sein. (Cornelius Nepos Ages. 8).

## Erwähnungen
2458. Ménélaüs, Ménélas (crique sableuse) (Strabon, Géographie, 17, 3; Cornelius Nepos, Grands Hommes, Agésilas, 8; Plutarch, Agésilas, 47; Herodot, Histoires, 4, 169; Periplus, 35) Ambroise Tardieu (Kartograf) (1788–1841), Kupferstecher und Kartograph situiert es nach Bombah; der Barrington Atlas of the Greek and Roman World bezeichnet es als Site of Menelaos.